# صفدر جنك
وَزِيرُ مَمَالِكِ الهِندُستَان آصِف جَاه جَمْعَةُ المُلْكِ شُجَاعُ الدَّولَةِ أبُو المَنصُور مِيرزَا مُحَمَّد مُقِيْم عَلِيُّ خَان بَك صَفدَر جَنْك خَان بَهَادُر بنُ جَعفَر خَان بك سِيَادَت خَان النَّيشَاپُورِيُّ القَراقُويُونلُو (2 شوَّال 1120هـ المُوافق فيه 15 كانون الأوَّل (ديسمبر) 1708م - 18 ذو الحجَّة 1167هـ المُوافق فيه 5 تشرين الأوَّل (أكتوبر) 1754م) المعروف اختصارًا بِـ«صَفدَر جَنك» (بالفارسية والأذرية والأردية: صَفدَر جَنگ) هو رجل دولة كبير وقائد مُقتدر في تاريخ الهند، تُقسم فترة حُكمه إلى ثلاثة أقسام: في الدور الأوَّل جلس على عرش الدَّولة الأودهيَّة واستمرَّ مُلكه تِسع سنوات، وفي الدَّور الثاني تولَّى الوزارة العُظمى لِدولة المغول الهنديَّة وتمكَّن من إبقاء عرشها ثابتًا وسط الأخطار التي أحدقت بِالبلاد وقد دام حكمه خمس سنوات، وفي الدَّور الثالث: العودة إلى الديار الأودهيَّة مرَّة أخرى وإدارتها. خلال حُكم أوده قاد حملات عسكريَّة أوصلت الدَّولة إلى أقصى امتداد لها، كان يُنظَر إليه على أنه: «سيف الشيعة في الهند».

## حياته
ولد صفدر جنك بتاريخ 15 كانون الأول 1708. وسمي عند الولادة بتسمية ميرزا محمد مقيم. وهو الابن الثاني لسيادة خان (جعفر بك) وزوجته ابنة ميرزا محمد ناصر أي شقيقة سعادت علي خان الأول. وهو سليل بعيد من نسل قره يوسف من سلالة قره قويونلو. في أبريل من عام 1723 انتقل مع عائلته من بلاد فارس إلى الهند. منذ 1724 حتى 1739 شغل منصب نواب صوبدار (نائب الحاكم) للحاكم النواب سعادت علي خان.
بتاريخ 19 آذار 1739 بعد وفاة سعادت علي خان الأول (1680-1739) أول نواب أوده وحكام دولة أوده (1722-1739)، ورث ميرزا محمد مقيم لقب نواب أوده ليكون الحاكم الثاني من نواب أوده. وقد منحه الإمبراطور المغولي محمد شاه لقب "صفدر جنك".

## سلطته
كان صفدر جنك مديرًا قادرًا. لم يكن فعالاً فقط في السيطرة على دولة أوده، لكنه تمكن أيضًا من تقديم مساعدة قيمة للإمبراطور الضعيف ناصر الدين محمد شاه. وسرعان ما حصل على منصب حاكم كشمير أيضًا، وأصبح شخصية محورية في محكمة دلهي. وخلال السنوات اللاحقة للامبراطور محمد شاه حصل صفدر جنك على سيطرة كاملة على الإدارة في كامل إمبراطورية المغول. وبعد اعتلاء أحمد شاه بهادر العرش عام 1748 تسلم صفدر جنك منصب وزير ملك هندوستان أو رئيس وزراء هندوستان. كما تم تعيينه والي أجمير وأصبح فوجدار نارنول. ومع ذلك، فقد تجاوزته سياسات المحكمة في النهاية وتم فصله في عام 1753 عائداً إلى أوده في كانون الأول 1753 واختار مدينة فيض آباد مقرًا عسكريًا له وعاصمته الإدارية.

## وفاته
توفي صفدر جنك بتاريخ 5 تشرين الأول 1754 للميلاد عن عمر يناهز 46 عامًا في سلطان بور بالقرب من العاصمة فيض آباد.

## قبره
تم بناء قبر صفدر جنك في عام 1754 ويقع على طريق يعرف الآن باسم طريق صفدر جنك في الهند، نيودلهي. كما أن العديد من الهياكل الحديثة الأخرى بالقرب من مقبرته تحمل اسمه اليوم مثل مطار صفدر جنك ومستشفى صفدر جنك.

## عائلة
تزوج صفدر جنك مرتين. كانت زوجته الأولى عام 1724 في فيض آباد هي نواب علي صدر جهان بيجوم الابنة الكبرى لسعادت علي خان الأول حاكم أوده الاول (1722-1739). وفي عام 1745 تزوج للمرة الثانية من الابنة بالتبني للإمبراطور المغولي ناصر الدين محمد شاه. لينجب ابنًا واحدًا: هو شجاع الدولة - النواب الثالث والحاكم اللاحق لدولة أوده.

## اقرأ أيضًا
- دولة أوده
- نواب أوده
- مزار صفدر جنك
- شجاع الدولة
- سعادت علي خان الأول
- غازي الدين حيدر شاه
- قائمة السلالات الحاكمة الإسلامية الشيعية

## الملاحظات
1. ↑  بمعنى "قائد المدفعية ورئيس الذخائر"
2. ↑  عبارة دعاء بعد وفاته، بمعنى "مثواه الجنة - المغفور له"
3. ↑  الاسم صَفدَر مكون من مقطعين : صَفّ العربية ومعناها هو «الصف»، دَر الفارسية (الشكل المضارع للفعل دَریدَن) ومعناها هو «الذي يخترق أو يهجم»؛ وكلمة جَنگ الفارسية تعني «الحرب». معنى اسمه كله هو «الذي يخترق صفوف الحرب[2]».